# ФК Вараждин
Футболен клуб Вараждин (на хърватски: Nogometni klub Varaždin) е хърватски футболен клуб от едноименния град.

## История
Отборът е основан на 3 юни 1931 г. под името ФК Славия. Под това име се подвизава по футболните терени до 1941 г. По време на Втората световна война постепенно се саморазпуска, за да бъде отново структуриран през 1945 г. под името ФК Текстилац. През 1958 г. получава името Вартекс по едноименната текстилна фабрика в града, която бе основен спонсор на клуба до 21 юни 2010 г. и след това отбора прие името на града поради липса на спонсори. Преди промяната псевдонимът на клуба бе „шивачите“.
Първият си сериозен успех клубът регистрира през 1938 г., когато получава право да играе в Първата лига на тогавашното Кралство на сърби, хървати и словенци. През 1961 г. „шивачите“ от Вараждин играят финал за купата на Югославия, който губят от футболистите на „Вардар“ (Скопие).
От 1991 г. „Вартекс“ е неизменен участник в новоучредената Национална футболна лига на Хърватия. Футболен клуб „Вараждин“ не е ставал шампион на Хърватия по футбол, но винаги е бил в първата половина на класирането и редовен участник в европейските клубни турнири. Един от най-впечатляващите моменти в историята на „Вартекс“ е мачът за Купата на УЕФА през 2001 г., когато хърватските футболисти елиминират английския „Астън Вила“.
Един от най-известните играчи на „Вараждин“, защитавал цветовете на отбора, е вратарят от близкото минало Дражен Ладич, който е старши треньор на младежкия национален отбор на Хърватия до 21-годишна възраст. Ладич е играл във „Вартекс“ през периода 1980 – 1984 г.
През 2012 година е създаден клубът „Вараждин ШН“, след като „НК Вартекс“ е спрян от участие през втората половина на сезон 2011/12 поради висок финансов дълг. Законово рекордите и отличията на двата клуба се водят отделно от Хърватската футболна федерация. През 2015 година клубът промени името си на „НК Вараждин“, след като стария клуб се преименува на „ВШНК Вараждин“ и фалира.
Клубът официално престава да съществува през 2015 година.